# (22581) Rosahemphill
(22581) Rosahemphill est un astéroïde de la ceinture principale d'astéroïdes.

## Description
(22581) Rosahemphill est un astéroïde de la ceinture principale d'astéroïdes. Il fut découvert le 21 avril 1998 à Socorro (Nouveau-Mexique) par le projet LINEAR. Il présente une orbite caractérisée par un demi-grand axe de 2,42 UA, une excentricité de 0,12 et une inclinaison de 1,2° par rapport à l'écliptique.

## Compléments